# HD 102350

يقع نجم إتش دي 102350 بالقرب من كوكبة الصليب الجنوبي

إتش دي 102350 (بالإنجليزية: HD 102350)‏ هو نجم واحد في كوكبة قنطورس. لونه أصفر ويمكن رؤيته بالعين المجردة بقدر ظاهري واضح يبلغ 4.11. تبلغ المسافة إلى هذا النجم حوالي 390 سنة ضوئية بناءً على اختلاف المنظر، لكنه ينجرف أقرب بسرعة شعاعية تبلغ 3 كم/ثانية. و قدره المطلق −1.51.